# Ленкино (Дорогобужский район)
Ленкино — деревня в Дорогобужском районе Смоленской области России. Входит в состав Васинского сельского поселения.
Население — 0 жителей (2007 год).
Расположена в центральной части области в 20 км к востоку от Дорогобужа, в 8 км южнее автодороги Р134 «Старая Смоленская дорога», на берегу реки Осьма. В 28 км севернее от деревни находится железнодорожная станция Издешково на линии Москва — Минск.

## История
В годы Великой Отечественной войны деревня была оккупирована гитлеровскими войсками в октябре 1941 года, освобождена в сентябре 1943 года.